# 東京都立神代高等学校
東京都立神代高等学校（とうきょうとりつ じんだいこうとうがっこう、英: Tokyo Metropolitan Jindai High School）は、東京都調布市若葉町に所在する東京都立高等学校。
略称は「神高」（じんこう）。
本項では特に注記しない場合、主に全日制課程について記述する。

## 概要
1940年（昭和15年）に開校した東京府立第十五高女学校を前身とする東京都立高等学校。名称はかつて存在した神代村（町）に所在したことによる。
調布市の東端にあり、市内の都立高校3校の中では最も歴史が古い。周囲は寺社に囲まれていて、近隣には桐朋学園大学、武者小路実篤記念館がある。
学校群制度時代は府中高校と共に第七・八・九学区75群をなし、グループ合同選抜制度時代は第十学区第101グループに属した。以後、単独選抜制度入試時代を経て、2003年（平成15年）に学区制度は廃止されている。
校章や校歌は当時の在校生が制作するなど、昔ながらの自由な校風である。

## 沿革
- 1940年（昭和15年）
  - 1月12日 - 東京府立第十五高等女学校として設置され、府立第十高等女学校（豊島高）に併設される。
  - 4月 - 第一回入学式を挙行。
  - 6月 - 校地を神代村入間（現在の校地）に決定。
- 1941年（昭和16年）2月 - 東京府立神代高等女学校に改称。
- 1942年（昭和17年）9月9日 - 神代村入間の校舎へ移転。
- 1943年（昭和18年）7月1日 - 都制実施に伴い東京都立神代高等女学校に改称。
- 1944年（昭和19年） - 校歌制定。
- 1947年（昭和22年）4月1日 - 東京都立神代高等女学校併設中学校を設置。
- 1948年（昭和23年）
  - 4月1日 - 東京都立神代新制高等学校設置。夜間定時制併設。
  - 6月17日 - 定時制課程第一回入学式を挙行。
- 1950年（昭和25年）
  - 1月28日 - 東京都立神代高等学校に改称。
  - 校歌制定。図書館竣工。
- 1954年（昭和29年） - 旧体育館落成。
- 1957年（昭和32年） - 新校舎（木造2階建て）落成。
- 1962年（昭和37年） - 鉄筋校舎第1期工事落成。
- 1964年（昭和39年） - 鉄筋校舎第2期工事落成。
- 1967年（昭和42年） - 学校群制度施行。府中高校と75群を組む。鉄筋校舎第3期工事落成。
- 1971年（昭和46年） - 服装自由化の実施（暫定標準服制定）。体育館、プール、食堂落成。
- 1981年（昭和56年）3月 - 創立40周年記念誌発行。
- 1988年（昭和63年）4月 - 標準服（制服ではない）制定。
- 1990年（平成2年）12月1日 - 創立50周年式典挙行。記念誌発行。
- 1991年（平成3年） - 体育館改築、格技棟落成。グランド改修完成。
- 2001年（平成13年）3月 - 創立60周年記念誌発行。
- 2006年（平成18年）8月31日 - 校舎北棟西側改築落成。校舎・体育館耐震補強工事完成。
- 2010年（平成22年）10月16日 - 創立70年記念式典挙行。記念誌発行。

## 設置学科
- 全日制課程
  - 普通科（平成16年度以前入学生8学級、平成17年度以降入学生7学級）
- 定時制課程（夜間）
  - 普通科

## 教育理念

### 教育目標
学び、鍛え、輝け
- 自ら進んで意欲的に「学び」、平和で民主的な国家・社会の形成者として貢献できる人物を育成する。
- 学校のあらゆる教育活動の機会を通し、自分を「鍛え」、自己の未来を逞しく切り拓き、創造的かつ主体的な生き方ができる人物を育成する。
- 人権を尊重し、自他を慈しみ、生命を大切にする人間性豊かな「輝き」に満ちた、心身ともに健全で、知性高く、感性豊かな人物を育成する。

## 象徴

### 校章

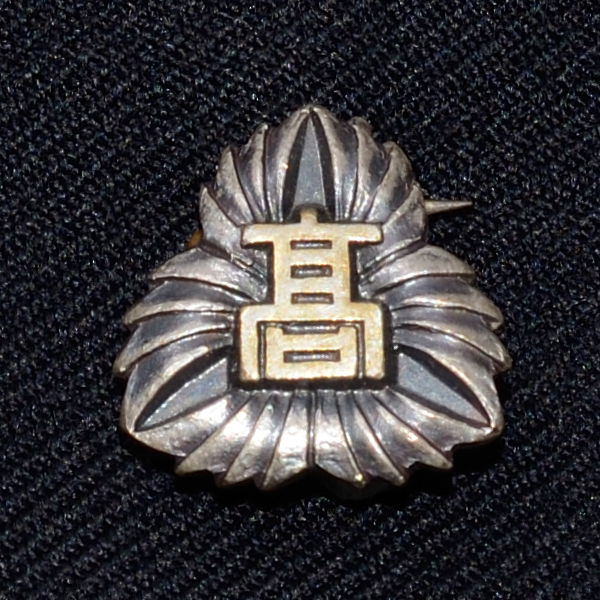
校章バッジ

校章は校内に約50本植えられているイチョウの葉をモチーフにデザインされている。1950年（昭和25年）、創立10周年記念事業として全校生徒から校章のデザインを募集し、青山久生（高校4回）デザインの作品が入選し、使用されている。

### 標準服
制服はないが、1988年4月に標準服が制定された。上着は紺のブレザーで、左胸ポケットに本校のエンブレムが刺繍されている。ズボンはグレー、スカートはグレーと赤のチェック柄の2種類ある。儀式的行事や始業式、終業式では標準服を着用する。

## 教育課程
- 1年次には基礎学力の充実を目標に芸術選択を除き全員共通の科目を履修する。
- 2年次には週31時間中10時間が選択科目となり、進路に合わせた選択が可能。
- 3年次には週31時間中約半分が自由選択となり、一人一人の進路希望に対応

## 学校行事

### 全日制
体育祭
毎年6月上旬校内グラウンドで開催。クラスごとのオリジナルカラーTシャツを身に着けて競技する。色は1組から順にピンク、赤、緑、紫、黄、紺、オレンジ、水色。種目は男女騎馬戦、全員リレー、部活対抗リレー、代表リレーなどがある。
神高祭（じんこうさい）
全日制の文化祭で、毎年9月中旬または下旬に校内で開催。生徒会主導で行われる。二日間の文化祭の一日目の終わりに中夜祭があり、主に校内バンドグループが演奏を披露する。
音楽祭
毎年2月調布市のホールで開催。1、2年生がクラスごとに合唱する。課題曲と自由曲2曲を披露し点数を競う。

### 夜間定時制
球技大会
毎年6月に開催されていたが、現在では3月に1年生と2年生で開催されている。
神定祭（じんていさい）
定時制の文化祭で、隔年10月下旬に開催。
体育祭
隔年10月下旬に開催。

## 部活動（全日制）
定時制が設置されているため部活動は原則17時までであるが、校舎を使用しない部活動に限り火～木曜日は18時までの特別延長が認められている。ハンドボール部の実力が高く、2008年度国公立高校大会で全都3位入賞している。
- 硬式野球
- 陸上競技
- バスケットボール
- バレーボール
- ソフトテニス
- 卓球
- サッカー
- ハンドボール
- バドミントン
- 柔道
- 剣道
- 水泳
- 硬式テニス
- 空手
- ダンス
- 吹奏楽
- 自然観察
- 美術
- ハンドメイキング
- 茶道
- 写真
- 音楽
- 演劇
- 文芸
- 文芸漫画
- コンピューター

- アコースティックギター - バンド「ドアノブロック」が2014年（平成26年）全国軽音楽連盟全国大会出場

## 部活動（夜間定時制）
- バスケットボール
- バドミントン
- 卓球
- 剣道
- テニス
- 女子ダンス
- 英語
- パソコン
- 軽音

### 同好会
- 男子ダンス

## 交通
- 仙川駅より徒歩7分

小田急バス
- 成城学園前駅西口・調布駅南口より - 「神代高校前」下車（成04系統)
- 三鷹駅より - 「仙川駅」下車（鷹54系統：三鷹駅 - 仙川駅）
- 吉祥寺駅より - 「仙川（仙川折返場）」下車（吉03系統）
- 狛江駅より - 「神代高校前」下車（成05系統）

## 施設
敷地面積約24,000m2弱。施設は校舎、体育館、格技棟、プール、グラウンドのほか、テニスコート3面、食堂（定時制専用）などが整備されている。校舎は南北にあり、東西2箇所に南北校舎を結ぶ連絡通路がある。南校舎にはエレベーターが設置されている。

## 進路
指定校推薦（2010年）として、約140の大学・短大から約530名の推薦枠がある。大学への進学が大半を占める。

## 関連団体
- 銀杏会（いちょうかい） - 旧府立第十五高女より都立神代高校までの同窓会

## 著名な出身者

### 学術・研究
- 石渡明 - 地質学者
- 木島佐一 - 予備校講師、著作家
- 串田嘉男 - アマチュア天文家

### 芸能・文化
- 二瓶有加-女優、元PINK CRES.メンバー
- 桐さと実 - 元宝塚歌劇団月組男役
- 蒼羽りく - 元宝塚歌劇団宙組男役
- 高城晶平 - ミュージシャン (cero)
- 橋本翼 - ミュージシャン (cero)
- 鈴木隆仁 - 俳優
- 浪川大輔 - 声優
- 松山政路 - 俳優
- 峰あつ子 - 声優
- 山下優 - 俳優
- 吉木千沙都 - ファッションモデル

### 文学
- 賀東招二 - 小説家
- 久住昌之 - 漫画家
- 高橋三千綱 - 作家
- 宮下あきら - 漫画家

### マスメディア
- 小林皓正 - アナウンサー
- 広瀬靖浩 - アナウンサー

### その他
- 上島康夫 - サッカー選手
- 香川愛生 - 棋士
- 中倉宏美 - 棋士

## 本校が関連する作品

### 小説
- 『九月の空』 - 高橋三千綱の小説。「調布市の端にある」や「近くに女子校がある」の記述から本校であると思われる。芥川賞受賞作品。
- 『フルメタル・パニック!』『フルメタル・パニック! アナザー』 - 賀東招二のSF小説。都立陣代高校のモデル。

### 漫画
- 『ROOKIES』 - 森田まさのりの漫画。「二子玉川学園高校」のモデル3校のうち1つに本校が登場している。
- 『ろくでなしBLUES』 - 森田まさのりの漫画。舞台となっている「帝拳高校」のモデルである[3]。

### 音楽
- 『さよなら大好きだったよ』 - ケラケラのメジャーデビューシングル。ミュージック・ビデオの撮影を本校で行った。

### テレビドラマ
- 『青春とはなんだ』 - 日本テレビ系で放送された学園ドラマ。撮影を本校や都立三鷹高校などで行った。